# 盛唐・小京都プロジェクト
盛唐·小京都プロジェクト（せいとう・しょうきょうとプロジェクト）は、中華人民共和国大連市金州区で進められている古代王朝である唐代や日本の京都をモチーフに進められた開発プロジェクト。住宅街や商業施設、娯楽施設などが建設または建設される予定であった。

## 概要
2010年代後半、大連市が約45億円を投資し、約60万平方メートルの敷地に住宅や商業施設、娯楽施設などを建設するプロジェクトが発足。現地で不動産開発を手掛けてきた大連樹源科技集団がプロジェクトを引き受けて、2019年7月28日に造成事業が始まった。コンセプト作りは日本の設計事務所も参加し、施設や町並みは中国の唐代や日本の京都の建築スタイルを融合させるものとなった。2021年8月25日には先行して日本をモチーフにしたテーマパークである「大連日本風情街」が完成して営業を開始。このテーマパークの建設については日本側からも、大連自体が親日的な土地柄といえども、中・長期的に見れば政治的リスクが大きいと指摘されていたが、開業直後からインターネットを通じ「日本に占領された地にふさわしくない」などの意見をはじめ、様々な誹謗中傷が相次ぎ、わずか一週間で閉鎖を余儀なくされた。